# 熊谷尚之
熊谷 尚之（くまがい ひさゆき、1929年9月23日 - 2016年6月1日）は、日本の弁護士。

## 略歴
福岡県に生まれる。1947年福岡県中学修猷館を経て、1953年京都大学法学部を卒業。
1954年司法試験に合格し、1957年大阪弁護士会に登録。1962年髙島照夫と共に「熊谷・髙島法律事務所」を開設。1986年4月日本弁護士連合会理事となり、1987年4月大阪弁護士会会長に就任、日本弁護士連合会副会長に選ばれる。